# 騙徒
騙徒（英語：Grifter）是一名Wildstorm漫畫和DC漫畫旗下的虛構超级英雄，由藝術家吉姆·李和作家布蘭登·蔡共同創作，首次登場於《野貓特攻隊》#1（1992年8月），也是其名義團隊的成員之一，該版權歸WildStorm和吉姆·李所有。在故事中，柯爾·凱許（Cole Cash）是名前政府探員，即軍事單位第七小隊和間諜機構國際事務（International Operations）的成員之一，後來以「騙徒」的身份加入了野貓特攻隊。
1999年，李將Wildstorm出售給DC漫畫，並將包括騙徒在內的所有Wildstorm角色的所有權轉都讓給後者。但該角的背景故事和劇情線保持不變，直到DC在2011年重新發布的新52，才使全部角色的劇情線全數重啟。從那時起，該角推出了自己的DC連載作品，並出現在多部DC作品中，如《巫毒》、《迷失軍團》、《第七小隊》、《動物俠》和《喪鐘》。

## 歷史
騙徒在《野貓特攻隊》#1（1992年8月）中首次登場。後來，他成為迷你系列《第七小隊》的主要角色。1997年，共同創作者布蘭登·蔡將其迷你系列作為他最喜歡的騙徒故事，他說：「我非常喜歡（作家）查克·迪克森對團隊成員，尤其是柯爾的刻畫。他確實以一種令人信服的方式將柯爾的背景融入到整個第七小隊的故事中。」

## 外部連結
- TALKING GRIFTER & MIDNIGHTER WITH CHUCK DIXON, Newsarama